# Proteste contro le restrizioni per la pandemia di COVID-19
In tutto il mondo hanno avuto luogo proteste e scioperi contro le misure restrittive attuate dagli organismi governativi per la pandemia di COVID-19. In alcune delle proteste si sono criticati i governi per non aver agito in modo più adeguato mentre in altre ci si è opposti alle misure preventive (tra cui obblighi relativi all'uso della mascherina, al distanziamento sociale, alla vaccinazione e misure come il confinamento), chiedendone un alleggerimento o la revoca. Secondo l'analisi nell'ambito del Global Peace Index a luglio 2021, vi erano state circa 50 000 proteste legate alla pandemia in tutto il mondo, 5 000 delle quali con episodi violenti.
I confinamenti per la COVID-19 hanno ispirato proteste in molti luoghi e, dalla fine del 2020, le modalità con cui sono avvenute le campagne vaccinali (come relativamente agli obblighi relativi alla certificazione verde COVID-19) hanno causato altre proteste. Secondo Human Rights Watch, almeno 83 governi nel mondo hanno usato la pandemia di COVID-19 come pretesto per violare l'esercizio della libertà di parola e di riunione pacifica, in diverse modalità, tra cui la repressione di proteste pacifiche. Sempre secondo HRW, in Paesi come Cina, Cuba, Egitto, India, Russia, Turchia, Venezuela e Vietnam, le violazioni del governo hanno colpito centinaia o migliaia di persone.
In diversi casi, un fattore trainante nei movimenti di protesta è stata la disinformazione sulla COVID-19.

## Africa

### Kenya
Il governo keniota è stato accusato di misure estreme e i manifestanti sostengono che la polizia abbia ucciso almeno 6 persone entro i primi 10 giorni dal confinamento. Altri hanno protestato contro la quarantena forzata sostenendo di essere stati messi in quarantena per più di 14 giorni e costretti a pagare il governo per le loro cure. Centinaia di persone hanno protestato l'8 maggio 2020 quando il governo ha distrutto 7 000 case e un mercato a Kariobangi nel tentativo di controllare il virus.

### Malawi
Un'alta corte del Malawi vietò temporaneamente al governo di attuare una quarantena nazionale di 21 giorni dopo essere stato contestato dalla Coalizione dei difensori dei diritti umani, dopo che era stato sostenuto che erano necessarie maggiori consultazioni per prevenire danni ai più poveri e ai più vulnerabili. Piccole proteste erano state organizzate prima della sentenza, in almeno 3 grandi città con i manifestanti che affermavano che era meglio contrarre il virus che morire di fame a causa della mancanza di lavoro.

### Nigeria
Un gruppo di almeno 20 pazienti affetti da COVID-19 è uscito con la forza da una struttura di isolamento per protestare contro le "cure improprie" e le azioni del governo che secondo loro avrebbero peggiorato le loro condizioni. I lavoratori di un cantiere si sono ribellati contro le misure di confinamento che limitavano la loro capacità di lavorare alla costruzione di una raffineria di petrolio.

### Ruanda
Dei rifugiati, trasferiti in Ruanda da un campo profughi sovraffollato in Libia, hanno protestato contro la quarantena dal campo profughi nella capitale Kigali.

### Sudafrica
Molti residenti protestarono contro la politica per cui gli aiuti per i pacchi alimentari sarebbero andati solo alle famiglie che guadagnano meno di 3600 rand e hanno chiesto l'intervento dell'Agenzia sudafricana di sicurezza sociale. Dei surfisti hanno protestato per poter fare surf durante il confinamento, che consente l'esercizio ma non le attività acquatiche.

### Zimbabwe
3 giovani attiviste dell'opposizione sono state segnalate come scomparse a seguito di una protesta ad Harare contro le misure di confinamento anti COVID-19 avvenuta il 15 maggio 2020. Successivamente sono state curate in un ospedale dopo aver affermato di essere state rapite e abusate sessualmente da sospetti agenti della sicurezza dello Stato.

## America

### Argentina
Il 25 maggio, durante l'anniversario del Primo governo nazionale, sono scoppiate proteste in tutto il Paese, ma prevalentemente a Buenos Aires e Cordoba. I protestanti erano principalmente di piccoli imprenditori che chiedevano ai governi locali e al governo nazionale di poter lavorare, secondo un protocollo sanitario. A questo punto, l'ordine di rimanere a casa era in vigore a livello nazionale da 65 giorni.

### Brasile

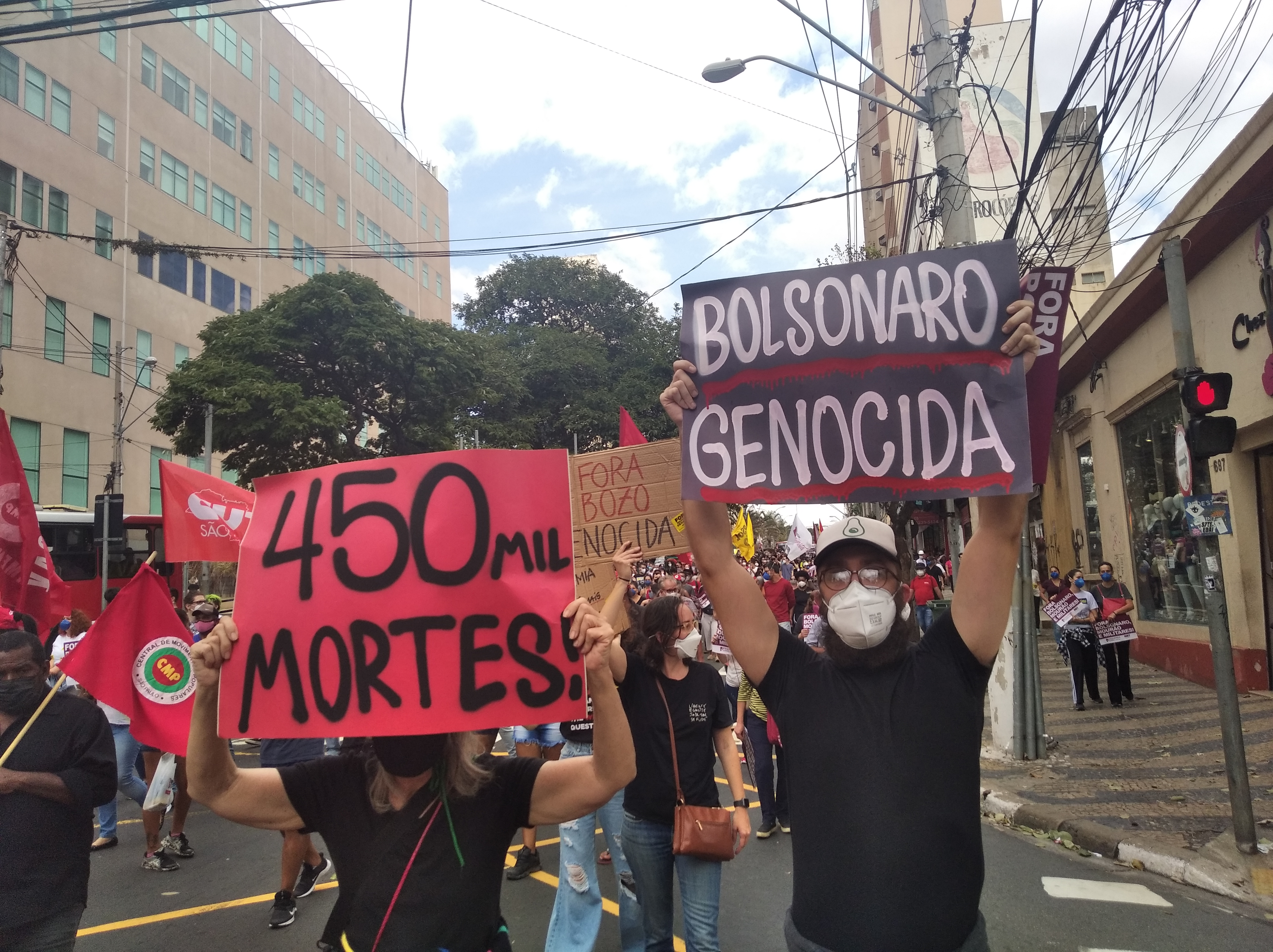
Protesta contro il governo del presidente Bolsonaro a Campinas il 29 maggio 2021

Il 18 marzo, i brasiliani a San Paolo e Rio de Janeiro hanno protestato contro la gestione della pandemia di Jair Bolsonaro rumoreggiando con pentole e padelle dai balconi e gridando "Bolsonaro fuori!"
Il 19 aprile, giornata delle forze armate brasiliane, Bolsonaro si è riunito con circa 600 manifestanti davanti al quartier generale dell'esercito a Brasilia per chiedere un "intervento militare" nella gestione della situazione del coronavirus. Piccole proteste per chiedere le dimissioni dei governatori si sono verificate il giorno precedente a Rio de Janeiro, San Paolo e Brasilia.

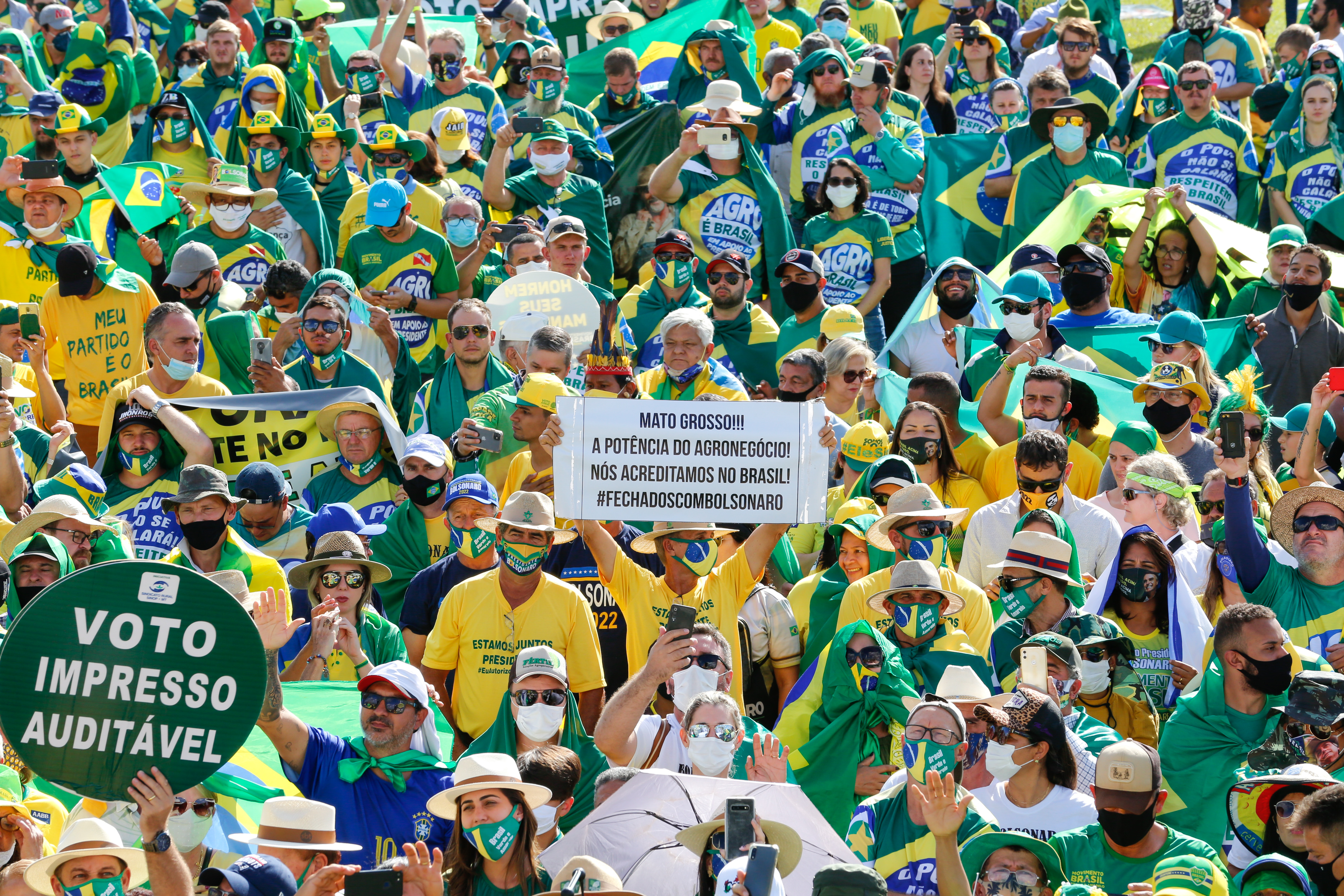
Protesta pro-governativa a Brasilia il 15 maggio 2021

Il primo maggio in tutto il Paese si è svolta la protesta a favore di Jair Bolsonaro. I manifestanti hanno chiesto la fine delle misure di confinamento, gridando "Autorizzo", riferendosi all'affermazione del presidente che invocherà l'articolo 142 della Costituzione brasiliana per "ripristinare l'intero articolo 5 della Costituzione" e che stava solo aspettando una "autorizzazione" delle persone. Le proteste sono avvenute in molte città brasiliane, occupando viali come l'Avenida Paulista a San Paolo del Brasile.

### Canada
Da aprile 2020 si sono verificate proteste nelle principali città canadesi e in un carcere contro le restrizioni e i lockdown. Roman Baber, membro del parlamento provinciale di Toronto, è stato espulso a gennaio 2021 dal Partito Progressista Conservatore dell'Ontario per aver criticato il lockdown. Da settembre 2021 migliaia di persone hanno protestato contro le politiche relative alla vaccinazione.
A gennaio 2022, a seguito dell'obbligo vaccinale imposto ai camionisti che attraversano il confine con gli Stati Uniti, migliaia di camionisti si sono uniti alla protesta del Convoglio della libertà, che ha bloccato diversi punti della frontiera nonché le strade della capitale per settimane.

### Messico
Il 29 aprile, la polizia di Yajalón, nel Chiapas, ha aperto il fuoco contro le persone che protestavano contro un posto di blocco che lasciava isolata la loro comunità. I residenti della vicina Tumbalá si lamentavano del fatto che il checkpoint rendesse loro impossibile l'accesso ai servizi governativi e bancari e che sembrava essere correlato alla convinzione che Tumbalá avesse un alto tasso di infezione da coronavirus. In circa il 20% delle municipalità messicane sono stati installati posti di blocco, che il governo federale ha dichiarato illegali.
Centinaia di messicani hanno partecipato alle carovane il 30 maggio chiedendo le dimissioni del presidente Andrés Manuel López Obrador a causa della sua gestione della pandemia di COVID-19 in Messico e dell'economia del Paese. Le carovane, che si svolgevano in una dozzina di città in tutto il paese, consistevano in gran parte di auto di lusso.
La violenza è scoppiata il 4 giugno durante le manifestazioni a Guadalajara, Jalisco, per chiedere giustizia dopo la morte di Giovanni López nella città di Ixtlahuacán de los Membrillos. López, un muratore di 30 anni, era stato arrestato il 4 maggio per non aver indossato la maschera facciale durante il lockdown ed è morto il giorno successivo mentre era in custodia di polizia.

### Stati Uniti
Una delle prime proteste è stata nel Michigan il 15 aprile 2020, organizzata da gruppi di conservatori che avrebbero incoraggiato gruppi di altri stati a imitarli. Proteste successive sono state organizzate da attivisti repubblicani o organizzazioni di partito, attivisti del Tea Party, sostenitori armati del militia movement attivisti per il diritto delle armi e antivaccinisti.

## Asia

### Cina
I proprietari di piccoli negozi hanno protestato contro la continuazione dei canoni di affitto a Wuhan, chiedendo "esenzione dall'affitto per un anno o rimborso". I video della manifestazione sono stati pubblicati sulla piattaforma di social media Sina Weibo, ma sono stati rapidamente censurati. Una donna è stata arrestata e accusata di reato dopo aver tentato di radunare circa 100 persone per protestare contro la cattiva gestione e i sovrapprezzi durante il confinamento.

### Filippine
Il 1º aprile 2020 si sono tenute manifestazioni spontanee da parte di una comunità povera urbana di Quezon City per protestare contro la mancanza di cibo e di altra assistenza durante il lockdown metropolitano legato alla COVID-19. La polizia ha disperso violentemente i manifestanti e ha arrestato 21 persone. Il sindaco della città e un rappresentante del Congresso hanno chiesto alla polizia di rilasciare gli arrestati.
Nel maggio 2020, giornalisti e individui hanno protestato contro l'ordine che ha portato alla chiusura del gigante dei media ABS-CBN, una mossa che ha messo a repentaglio più di 11 000 posti di lavoro e ha impedito la trasmissione di informazioni vitali sulla pandemia. Altre proteste si sono svolte dopo che la Camera dei Rappresentanti ha respinto la domanda di ABS-CBN per un franchising legislativo.
I conducenti di Jeepney resi disoccupati dall'emergenza COVID-19 hanno protestato a Caloocan il 3 giugno 2020. Sei manifestanti sono stati arrestati e incarcerati da pochi giorni a una settimana.
Diversi gruppi hanno organizzato proteste a livello nazionale in concomitanza con la commemorazione dell'indipendenza delle Filippine il 12 giugno 2020. Tra questi c'era la protesta "Grand Mañanita" all'Università delle Filippine a Quezon City. La Gran Mañanita ha protestato contro la risposta del governo alla crisi COVID-19 e l'approvazione da parte del Congresso di un controverso disegno di legge antiterrorismo.

### Hong Kong
La polizia cinese di Hong Kong ha usato le leggi sul COVID-19 che vietano gli assembramenti di più di 4 persone per disperdere i manifestanti pro-democrazia nell'ambito delle proteste a Hong Kong del 2019-2020 e nel periodo della pandemia centinaia di persone sono state arrestate solo per aver manifestato pacificamente, la contestata legge sulla sicurezza nazionale è stata approvata e, dopo il successo delle elezioni primarie dei partiti pro-democrazia, decine di candidati non allineati al blocco filo-cinese e filo-Partito Comunista Cinese sono stati esclusi dalle elezioni ed arrestati, prima che le elezioni, rimandate usando la pandemia come motivo ufficiale, si tenessero.

### India
Dopo l'annuncio televisivo del primo ministro Narendra Modi sull'estensione delle misure di confinamento almeno fino al 3 maggio, la polizia ha usato i manganelli per disperdere i lavoratori migranti in protesta a Mumbai. Migliaia di lavoratori migranti disoccupati si erano radunati nelle stazioni ferroviarie e chiedevano di poter violare le misure restrittive per tornare a casa. Proteste simili sono avvenute in altre parti del paese da parte dei lavoratori e da coloro che hanno affermato di non aver ricevuto gli aiuti promessi dal governo durante il confinamento.

### Indonesia

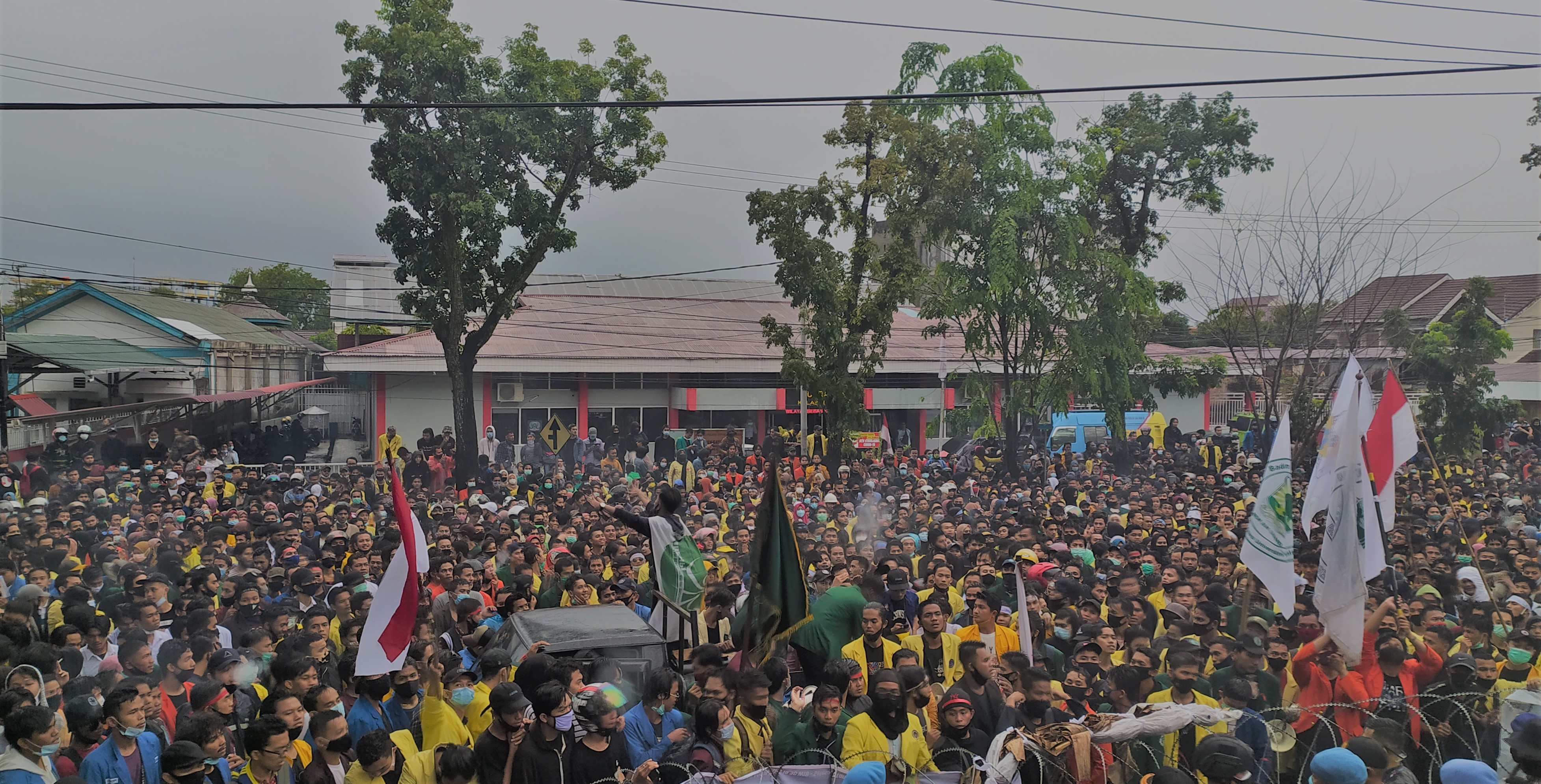
Una protesta a Padang, il 7 ottobre 2020

Il 5 ottobre 2020, l'Indonesia ha approvato una legge sulla creazione di posti di lavoro accusata di indebolire le tutele ambientali e i diritti dei lavoratori nel tentativo di rilanciare l'economia duramente colpita dalla pandemia di COVID-19. Il 6 ottobre, migliaia di indonesiani protestano nelle aree industriali intorno a Giacarta, tra cui a Tangerang, Karawang e Batam e viene avviato uno sciopero nazionale di 3 giorni, nei quali i sindacati prevedevano di coinvolgere 2 milioni di lavoratori per protestare contro la legge.

### Israele
Migliaia di israeliani si sono impegnati nel distanziamento sociale mentre si radunavano per protestare contro le presunte misure antidemocratiche del primo ministro Benjamin Netanyahu. Molti erano coinvolti nel movimento della Bandiera Nera a cui era stato permesso di protestare dalla polizia a patto che si trovassero a sei piedi di distanza e che tutti indossassero la mascherina. Una precedente protesta aveva visto i manifestanti recarsi in auto a Gerusalemme per protestare contro le misure antidemocratiche. Altre manifestazioni sono state viste nel quartiere ultra-ortodosso di Mea Shearim a Gerusalemme con uomini e giovani che hanno lanciato sassi contro la polizia prima di essere arrestati. I disordini sono scoppiati a Bnei Brak con la folla che ha vandalizzato la proprietà e lanciato sassi contro la polizia intenta a disperdere le lezioni di yeshiva e le riunioni religiose che si tengono in violazione delle regole per il confinamento.

### Iraq
Le proteste contro il confinamento si sono unite alle proteste in corso contro l'attuale governo e contro la violenza sulle donne all'interno del Paese.

### Kazakistan
In seguito all'annuncio delle misure di quarantena, nell'aprile 2020 furono diffusi sui social media video del personale ospedaliero di Atyrau che protestavano contro le nuove regole, con la conseguenza che i giornalisti erano stati arrestati.
Il 25 gennaio 2021 si è tenuta una manifestazione nella città di Kökşetaw in cui i cittadini hanno espresso malcontento verso la possibilità di vaccinazione obbligatoria contro la COVID-19 in cui il deputato äkım ha incontrato la folla e l'ha rassicurata che la decisione di se vaccinarsi o meno sarebbe stata basata sulla scelta personale.
A seguito dell'obbligo vaccinale per tutti i dipendenti, il 6 luglio 2021 si sono svolte proteste in Kazakistan, dove i cittadini hanno chiesto di interrompere le multe per gli uomini d'affari che avevano rifiutato l'obbligo per i loro dipendenti e hanno chiesto i test PCR gratuiti per i non vaccinati. A Oral, sono state date istruzioni alla folla per evitare l'inoculazione. Quel giorno ad Almaty e ad Aqtöbe si sono verificati arresti da parte della polizia. Il 17 luglio si sono verificate manifestazioni in tutta la città, dove a Pavlodar un centinaio di persone che si erano radunate nella piazza centrale sono stati dispersi dalla polizia, con i detenuti spinti nei furgoni della polizia.

### Libano
Molti manifestanti hanno chiesto aiuti monetari ai Paesi in crisi economica dopo settimane di chiusura. Almeno un manifestante è morto dopo che i soldati hanno usato gas lacrimogeni, manganelli e proiettili per disperdere i manifestanti a Tripoli che stavano lanciando molotov. I manifestanti si sono anche riuniti a Beirut fuori dalla banca centrale, dove hanno lanciato sassi contro l'edificio e hanno preso il controllo delle strade principali poiché sostenevano che non fosse stato fatto abbastanza per proteggere l'economia e coloro che avrebbero sofferto maggiormente dal punto di vista economico.

### Malaysia
Il 31 luglio 2021, centinaia di manifestanti hanno tentato di radunarsi in piazza Merdeka, a Kuala Lumpur, chiedendo le dimissioni del primo ministro Muhyiddin Yassin per la gestione sua e del governo malese della pandemia di COVID-19, nonostante le restrizioni in vigore e il blocco dell'accesso alla piazza da parte della polizia malese. Le proteste anti-governative hanno avuto luogo a seguito di una dichiarazione dello stato di emergenza, in cui il parlamento e le elezioni sono state sospese, e nel mezzo di una crisi politica in corso. Il 2 agosto seguente, i parlamentari dell'opposizione hanno tenuto una protesta in piazza Merdeka dopo essere stati bloccati dall'entrare in Parlamento dalla polizia.

### Pakistan
Decine di medici sono stati arrestati a Quetta dopo aver protestato per la mancanza di attrezzature di sicurezza fornite loro per combattere la diffusione della malattia. Centinaia di lavoratori hanno protestato contro i loro licenziamenti forzati a causa della pandemia radunandosi fuori i loro ex luoghi di lavoro in tutta la città di Karachi.
I genitori degli studenti pakistani che studiavano in Hubei hanno protestato contro la decisione del governo di lasciare gli studenti, anche bambini, nell'area nel febbraio 2020.

## Europa

### Austria

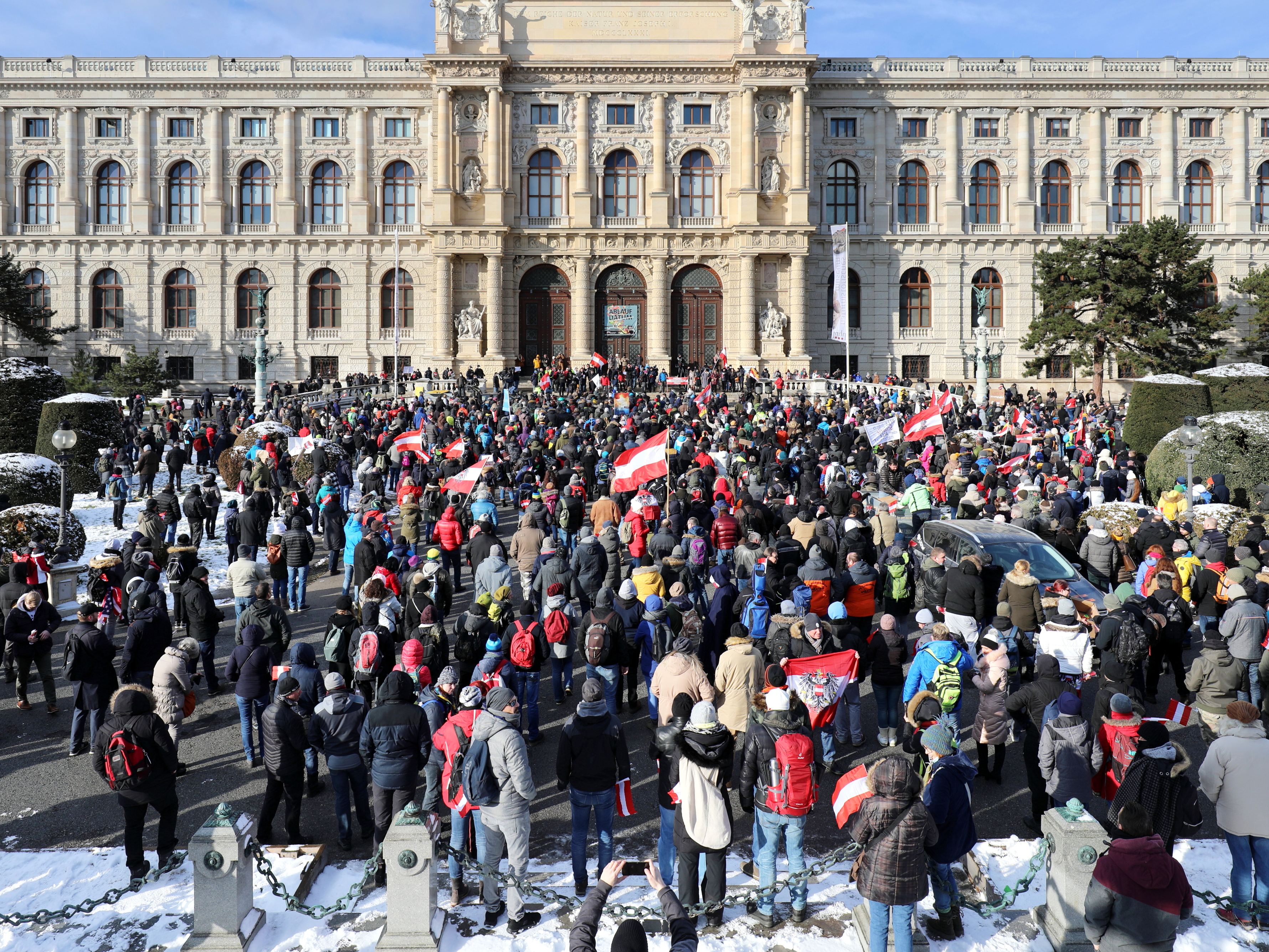
Protesta contro le restrizioni a Vienna, 16 gennaio 2021.

A gennaio 2021 e nei mesi seguenti, migliaia di persone hanno protestato in diverse occasioni a Vienna contro le restrizioni relative alla COVID-19.

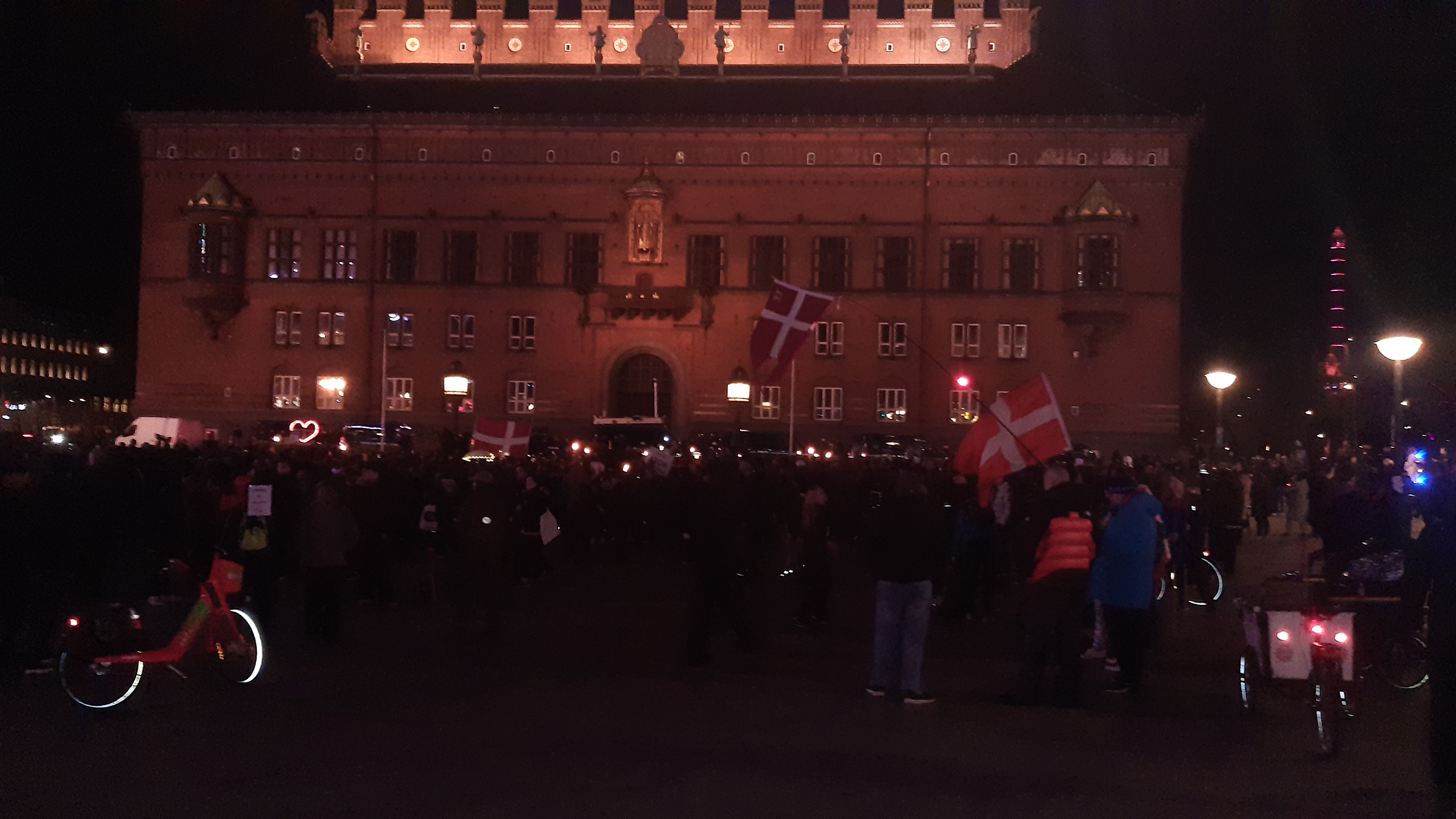
Manifestazione anti-confinamento a Rådhuspladsen, Copenaghen il 27 marzo 2021

### Belgio
Il 31 gennaio 2021, la polizia di Bruxelles ha dichiarato di aver arrestato più di 400 persone per impedire una protesta vietata delle misure anti-COVID-19.

### Bielorussia
Tra le critiche rivolte al presidente Aljaksandr Lukašėnka dall'opposizione bielorussa nelle proteste del 2020-2021, scoppiate a maggio 2020, vi sono frequenti critiche alla gestione della pandemia di COVID-19 nel Paese.

### Bosnia ed Erzegovina
Il 6 aprile 2021, si sono svolte proteste anti-governative "Fight for Life" a Sarajevo davanti all'Assemblea parlamentare e al governo federale, chiedendo le dimissioni di Zoran Tegeltija e di Fadil Novalić, a causa della mancanza di leadership durante la pandemia di COVID-19 nel Paese e dell'acquisizione tardiva dei vaccini anti COVID-19 per il Paese. Altre proteste anti-governative si sono svolte il 17 aprile seguente.

### Bulgaria
Il 30 marzo 2020 il Ministero della Sanità bulgaro ha emesso un'ordinanza che rendeva punibile per legge non indossare una mascherina facciale in pubblico in un momento in cui vi era scarsità di mascherine nel Paese. Dopo forti disordini pubblici, l'ordine fu revocato il giorno successivo e successivamente nuovamente ripristinato, con alcune modifiche. Il 19 aprile 2020 a Sofia si è svolta una protesta contro le misure per combattere la pandemia di COVID-19, con molti partecipanti che hanno espresso preoccupazione per i propri mezzi di sussistenza. Proteste in chiave scettica verso i vaccini che chiedevano anche le dimissioni del governo, organizzate dal partito Vazrazhdane, si sono svolte in maggio e giugno, con alcuni arresti.
La disapprovazione pubblica è cresciuta durante la pandemia e ha raggiunto il culmine spontaneo il 9 luglio 2020 dopo un raid della polizia contro la presidenza della Bulgaria in quello che è stato percepito come un attacco contro il presidente Rumen Radev, un critico del primo ministro Boyko Borisov, che è stato al potere dal 2009, e le lamentele di lunga data contro la corruzione endemica. Manifestazioni quotidiane con anche 150 000 persone si sono svolte prevalentemente nella capitale del Paese, Sofia, fino ad aprile 2021.

### Francia

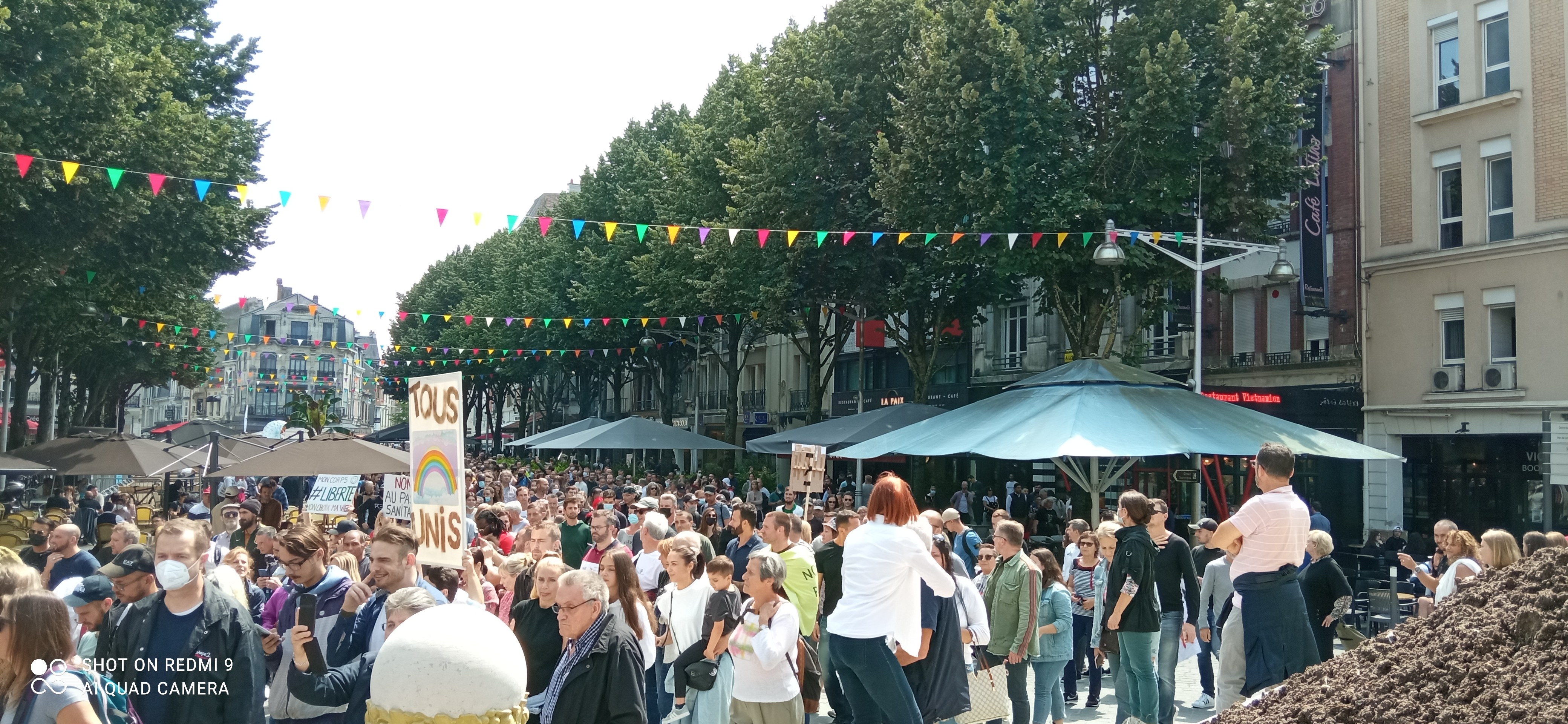
Manifestazione contro il "pass sanitario" a Reims.

Nel sobborgo parigino di Villeneuve-la-Garenne ci sono stati disordini nell'aprile 2020 in parte causati dai focolai dell'epidemia di coronavirus e dal lockdown delle famiglie della classe operaia, spesso immigrate, che vivono in piccoli appartamenti in affollati edifici popolari. Molti hanno riferito che nei quartieri più poveri le politiche sono difficili da seguire a causa del sovraffollamento e causano un impatto maggiore rispetto a quello causato dagli stessi provvedimenti applicati ai parigini più ricchi. Da allora ci sono state manifestazioni nel sobborgo di Hauts-de-Seine e in altre città francesi come Tolosa, Lione e Strasburgo.
Il 28 settembre 2020, secondo un rapporto di Amnesty International, le autorità francesi hanno ingiustamente punito migliaia di manifestanti pacifici secondo leggi draconiane nelle repressioni pre e post COVID-19. Molte persone sono state arbitrariamente multate, arrestate e detenute per proteste pacifiche.
Nel luglio 2021 sono scoppiate proteste contro il mandato del governo francese per la vaccinazione degli operatori sanitari, criticata anche da Marine Le Pen. Le proteste si sono svolte a Parigi, Tolosa, Bordeaux, Montpellier, Nantes e altrove, con scontri occasionali con il personale di polizia, e sono esponenzialmente cresciute dal 12 luglio con l'introduzione dell'obbligo di certificato COVID digitale dell'UE (passe sanitaire o "green pass") per l'accesso a numerosi luoghi pubblici. Una delle critiche dei manifestanti è stata la decisione di rendere i test per la COVID-19 non più gratuiti, ma a pagamento, in quanto i test gratuiti avrebbero scoraggiato le persone dal farsi vaccinare. Il 17 luglio hanno protestato circa 114 000 persone (tra cui i gilet gialli) in Francia, il 24 luglio circa 160 000, il 30 luglio oltre 200 000 (con molti manifestanti, anche vaccinati, che criticavano la restrizione della libertà personale e non i vaccini), il 7 agosto, secondo le autorità, 237 000 persone in 198 località francesi (sfociando in rivolte a Parigi, Lione e Tolosa), il 14 agosto circa 250 000 persone in oltre 200 località, con la polizia che ha usato spray al peperoncino contro i manifestanti a Lione, continuando nelle settimane successive in modo perlopiù pacifico.

### Germania

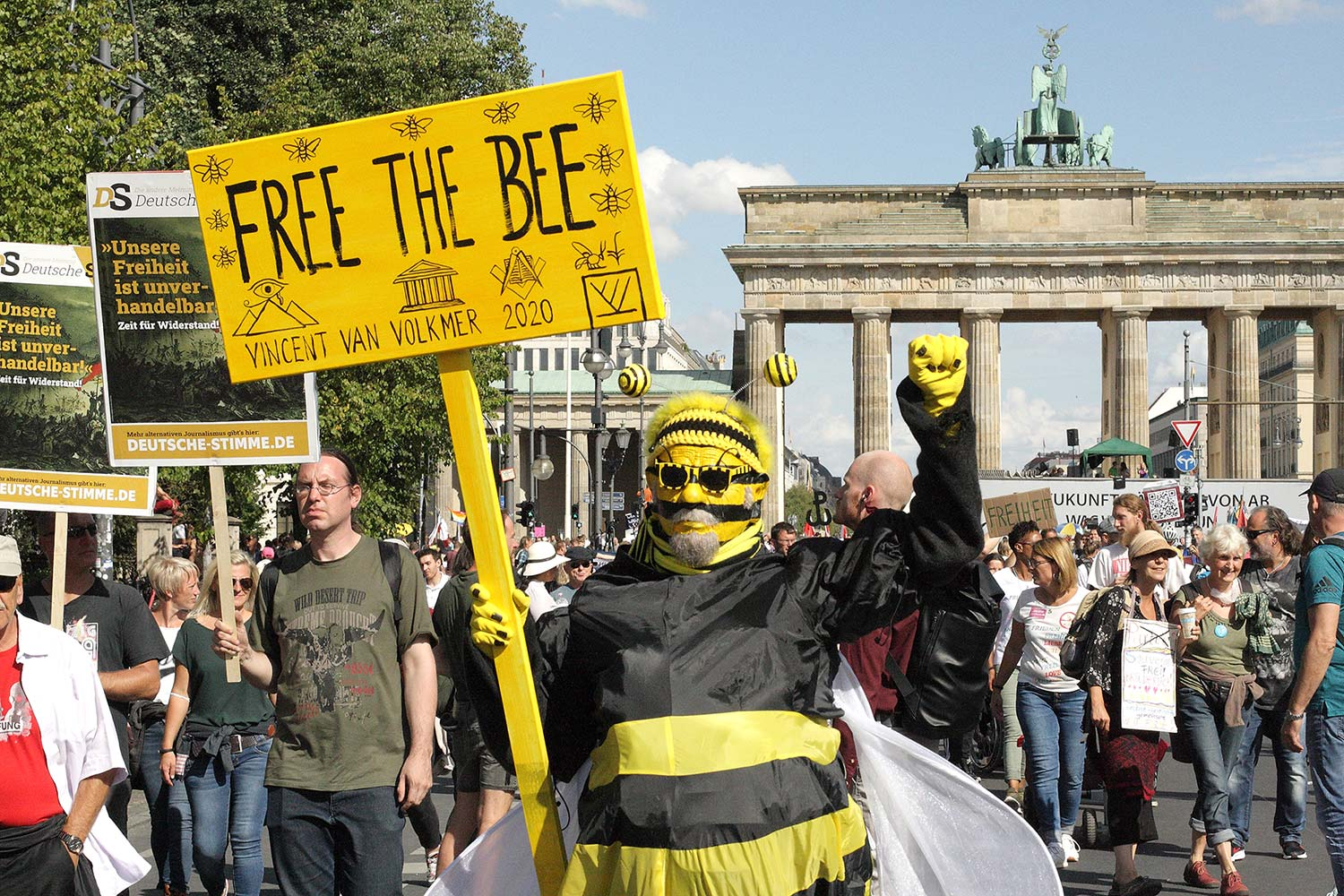
Manifestante con un cartello "Free The Bee" durante le proteste a Berlino il 29 agosto 2020, vicino alla Porta di Brandeburgo

Dall'aprile 2020, in diverse città della Germania si sono svolte numerose proteste contro le politiche del governo circa la pandemia di COVID-19. Secondo le autorità, una protesta a Berlino il 29 agosto ha attirato 38 000 partecipanti.
Molte delle proteste in Germania, come quella del 29 agosto, sono state organizzate dal gruppo Querdenken 711, con sede a Stoccarda. Considerano le restrizioni sproporzionate, ma soprattutto censurano la violazione di nove articoli della Costituzione tedesca da parte delle misure per la COVID-19.

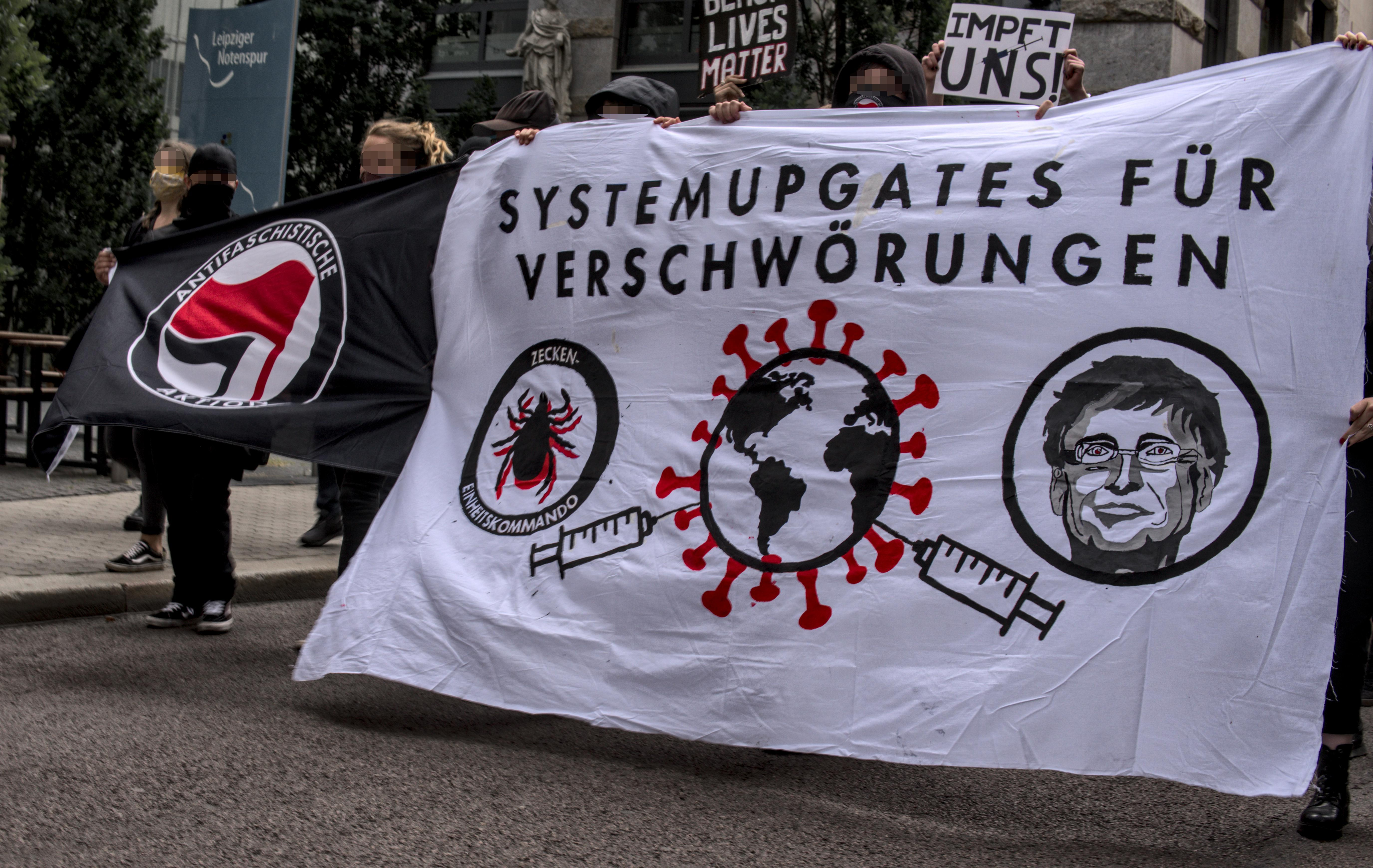
Striscioni in una protesta contro la gentrificazione in Germania.

Anarchici, socialisti libertari e antifascisti in Germania hanno protestato contro ciò che viene visto come un aumento del controllo e della sorveglianza statale. Concentrandosi sull'aumento della gentrificazione, la disuguaglianza di ricchezza, gli sfratti e le misure di polizia. Gli anarchici hanno visto aumentare gli sfratti delle comunità e degli squat anarchici.

### Grecia
Da febbraio ad aprile 2021 migliaia di persone hanno protestato, a volte con scontri e arresti da parte delle forze di polizia, contro una proposta di legge, poi posposta, del governo che consentirebbe la presenza della polizia nei campus universitari per la prima volta da decenni, per la quale i gruppi di opposizione hanno accusato il governo di aver approfittato della COVID-19 per imporre misure sempre più autoritarie. L'Università di Salonicco è stata occupata per due mesi dai manifestanti.
Da luglio 2021, migliaia di persone hanno protestato nelle principali città del Paese contro l'obbligo vaccinale per alcune categorie e contro il certificato COVID digitale dell'UE ("green pass").

### Irlanda
Centinaia di persone hanno partecipato a una protesta anti-lockdown e anti-obblighi di mascherine a Dublino il 22 agosto 2020, con il sostegno dei gilet gialli e 4 arresti. Un'altra protesta è stata organizzata dagli stessi gruppi il 3 ottobre seguente, con un migliaio di manifestanti che hanno marciato attraverso il centro della città e poi tenuto un sit-in.
Il 27 febbraio 2021, violenti scontri tra manifestanti e Garda Síochána sono scoppiati durante una protesta anti-lockdown a Dublino. 3 Gardaí sono rimaste ferite e 23 persone sono state arrestate. Il Taoiseach Micheál Martin ha condannato la manifestazione. Il 6 marzo a Cork si è svolta una protesta nonviolenta anti-lockdown con circa 450 persone presenti, di cui 6 arrestate. Il giorno di san Patrizio centinaia di persone hanno partecipato a diverse proteste anti-lockdown prevalentemente pacifiche a Dublino e a Donnybrook, tra cui una con scontri violenti risultati in 7 poliziotti e numerosi manifestanti feriti e 21 arresti. Nei mesi seguenti si sono verificate altre proteste a Dublino e Cork con centinaia di manifestanti.

### Italia
Il 25 aprile 2020, nonostante le restrizioni in vigore, si è tenuta una protesta a parte dei disoccupati e dei centri sociali a Napoli. Il 30 maggio seguente, centinaia di persone, tra cui CasaPound e "gilet arancioni", hanno manifestato a Roma contro il governo Conte II. Il 20 giugno, diverse organizzazioni, tra cui Arci e "i sentinelli", hanno manifestato a Milano contro la gestione di Attilio Fontana della pandemia.
Il 23 ottobre 2020, sono esplose proteste a Napoli, con scontri violenti con le forze dell'ordine e 2 arresti, contro l'imposizione di nuove restrizioni. Nei giorni seguenti, si sono verificate altre proteste con centinaia o migliaia di persone nelle principali città italiane, in alcuni casi pacifiche e in altri con l'inflitrazione di gruppi di estrema destra ed estrema sinistra, vandalismi e scontri violenti con le forze dell'ordine. A novembre hanno nuovamente protestato a Napoli mercatali e disoccupati. A dicembre e a gennaio 2021 si sono verificate proteste ed episodi di disobbedienza civile da parte dei commercianti.
Da luglio 2021, migliaia di persone hanno protestato, principalmente ogni fine settimana, in numerose città italiane contro l'obbligo di presentare il certificato COVID europeo per molti luoghi pubblici. Il 15 ottobre 2021, l'Italia diventa il primo Paese europeo a imporre l'obbligo di green pass per tutti i lavoratori, annunciato da metà settembre. Contestualmente, si intensificano e diversificano le forme di contestazione "no green pass", con la raccolta firme per un referendum per l'abrogazione dell'uso del certificato per l'accesso ai luoghi pubblici, svariati tentativi di blocco stradale per protesta,, manifestazioni, tra cui quella del 9 ottobre a Roma in cui alcuni manifestanti uniti a esponenti neofascisti hanno occupato e vandalizzato la sede romana della CGIL, e scioperi tra cui quello di una parte dei lavoratori portuali di Trieste (dei quali una delegazione ha incontrato il ministro Stefano Patuanelli per chiedere l'abrogazione dell'obbligo sul lavoro) e di Genova.

### Repubblica Ceca
Dagli ultimi mesi del 2020 si sono verificate svariate proteste contro le restrizioni e le misure relative alla pandemia in Repubblica Ceca, per la maggior parte pacifiche, con eccezioni come nella protesta a Praga del 18 ottobre, in cui gli scontri tra una parte radicale dei manifestanti e la polizia portò a 20 poliziotti e un numero non noto di manifestanti feriti e a 144 arresti.

### Slovenia
A settembre 2021 sono scoppiate proteste, alcune pacifiche ed altre con scontri risultati in manifestanti e poliziotti feriti, contro l'estensione dell'obbligo di "green pass" per l'accesso a numerosi luoghi pubblici nel Paese, con fino ad oltre 10 000 manifestanti a Lubiana. La Corte costituzionale ha poi congelato un discusso decreto, contestato dai manifestanti, per l'irrigidimento dei criteri anti-COVID per i dipendenti statali.

### Svizzera
Le tre principali figure dell'opposizione coronascettici nella Svizzera romanda sono la videografa web Chloé Frammery, la imprenditrice e la blogger Emanuela (Ema) Krusi, e il medico Christian Tal Schaller con François de Siebenthal.

## Oceania

### Australia
Le prime proteste anti-confinamento si sono verificate il 7 aprile in un parco della città di Gold Coast, nel Queensland.
Durante l'Anzac Day (25 aprile) si sono verificate ulteriori proteste anti-confinamento nella cittadina rurale di Trafalgar, Victoria.
Durante la festa della mamma (9 maggio) da 100 a 300 manifestanti hanno protestato contro il blocco e le vaccinazioni fuori dal Parlamento di Victoria a Melbourne. I manifestanti non avrebbero rispettato le restrizioni sul distanziamento sociale e sono seguite scene di violenza.